# サーキット・シティー・ストアーズ
サーキット・シティー・ストアーズ（英語: Circuit City Stores）は、アメリカ合衆国の家電量販店会社。店舗のブランドはサーキット・シティー。

## 歴史
1949年、ウォーズ・カンパニー (Wards Company) として設立。
家電の世界に初めて大型ディスカウントショップの手法を持ち込んだ会社として知られる。サーキットシティの特徴は、中心部やメインストリートから外れた二等地、三等地の小型店舗を増やし、安価な賃貸料で浮いた固定費を値引き相当分に充てる戦略を採った。こうした多店舗戦略は、1980年代にいち早く導入したPOSシステムとの相乗効果により急成長、1990年代には、アメリカ的な家電量販店として全米1位の売り上げを記録した。 
しかし1990年代後半になると、自動車販売や金融分野など経営の多角化乗りだし失敗。ライバルとなるベスト・バイが一等地に店舗を構え、薄利多売によるインセンティブを顧客に還元する戦略が軌道に乗ると、次第にじり貧を余儀なくされた。 
2000年ごろから業績が落ち込み始め、2001年には売り上げでベスト・バイに抜かれ、家電の売上高ではベスト・バイ、ウォルマートに次ぎ3位となった（2009年の破綻関連のニュースでは（ウォルマートが家電専門でないためか）「全米家電小売2位」と報道されている）。 
従来の手法に固執する経営陣は、さらに小型店舗を拡張する戦略を採り、2003年には650店舗にまで成長するが売り上げは減少。2004年には、ライバルのベスト・バイから社長を引き抜き、店舗の整理・縮小による均衡型の経営を模索した。

## 破綻
2008年のサブプライムローン破綻をきっかけにする個人消費の冷え込みは経営を直撃。同年11月10日、連邦倒産法第11章の適用を申請し、事実上破綻した。身売り先を探していたが、深刻さを増した経済危機の下では交渉がまとまらず、2009年1月16日、会社清算することが発表された。1月時点で残っていた567店舗の全ては2009年3月までに閉鎖し、従業員は解雇された。